# Дуннінген
Дуннінген (нім. Dunningen) — громада в Німеччині, знаходиться в землі Баден-Вюртемберг. Підпорядковується адміністративному округу Фрайбург. Входить до складу району Ротвайль.
Площа — 48,44 км2. Населення становить 6394 ос. (станом на 31 грудня 2020).